# Escobal
Escobal è un comune (corregimiento) della Repubblica di Panama situato nel distretto di Colón, provincia di Colón. Si estende su una superficie di 81,3 km² e conta una popolazione di 2.388 abitanti (censimento 2010).